# Mamoru Oshii

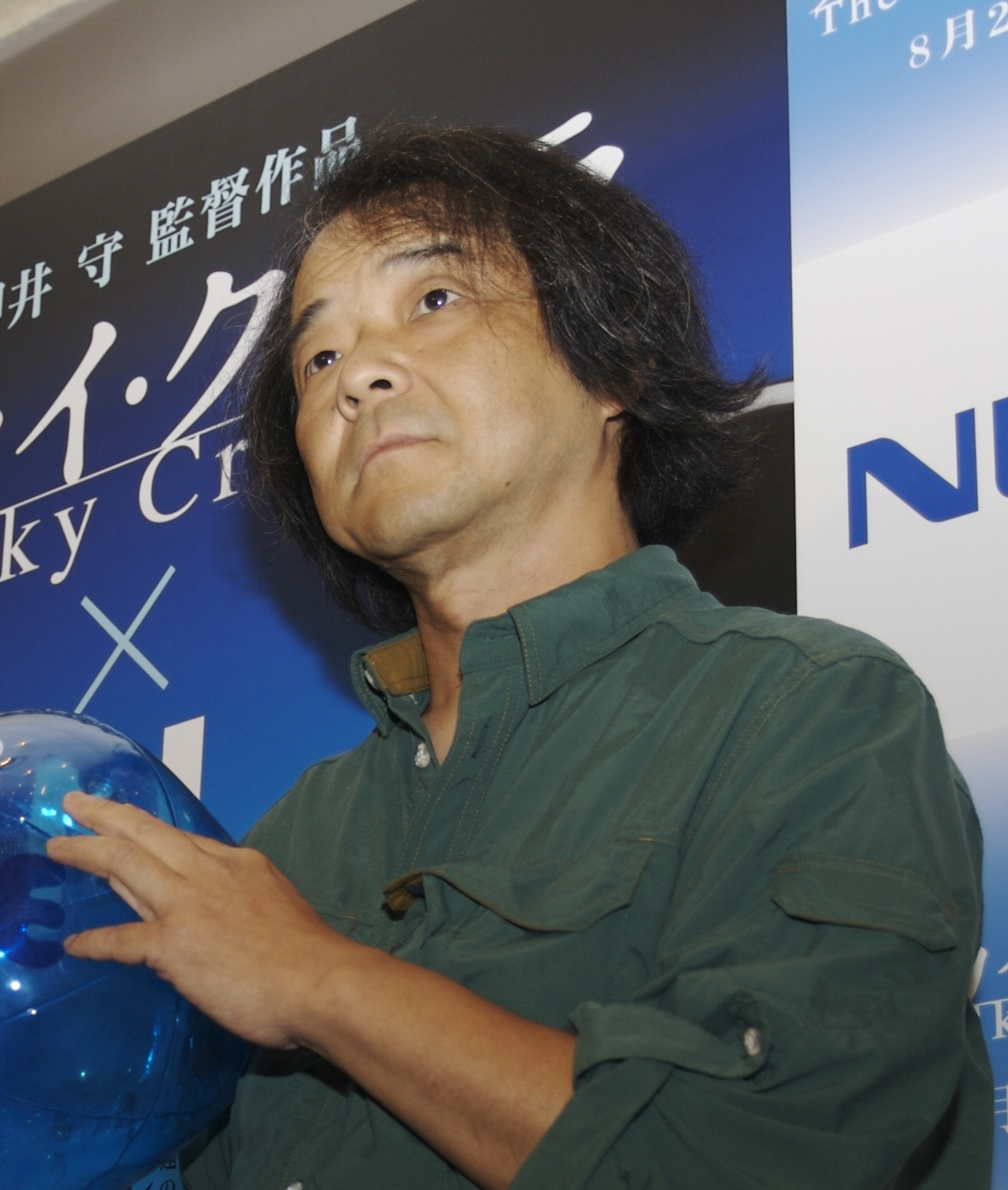
Mamoru Oshii 2008

Mamoru Oshii (japanisch 押井 守, Oshii Mamoru; * 8. August 1951 in Ōta, Tokio, Japan) ist ein japanischer Regisseur und Schriftsteller. Internationale Bekanntheit erlangte er vor allem durch den Anime Ghost in the Shell. Aber auch Realfilme wie Avalon – Spiel um dein Leben, The Red Spectacles und der Manga Kerberos Panzer Cops stammen aus seiner Feder.

## Stil
Mamoru Oshiis Filme sind eher nachdenklich als unterhaltend und zeigen eine teilweise sehr zynische Weltsicht. Darin unterscheidet sich seine Arbeit grundlegend von der älterer Regisseure wie Hayao Miyazaki und anderen. Charakteristisch sind lange Einstellungen nahezu ohne Handlung, die von sehr schnellen Action-Szenen unterbrochen werden.
Der künstlerische Stil von Mamoru Oshii ist durch die Einflüsse der 1970er Jahre geprägt. Seine Figuren wirken eher realistisch, er verzichtet auf die starke Überzeichnung der Augen und gibt jeder Figur ein individuelles Aussehen. Aufwendige, sehr detailreiche und vor allem nichtstatisch wirkende Hintergründe werden mit relativ dynamischen Vordergrundcharakteren kombiniert. So wird oftmals der Hintergrund gestreckt oder gestaucht, während die Handlungsperson spricht, wodurch das gesprochene Wort durch die Grafik thematisch verstärkt wird. Die Handlung wird durch Dialoge vorangetrieben, Actionszenen treten eher in den Hintergrund.
Zusammen mit Hisayuki Toriumi schuf er 1983 mit Dallos die erste Original Video Animation.
Das Drehbuch für den 1988 erschienenen Film After Rabbit (auch In the Aftermath; vgl. Tenshi no Tamago) schrieb der Regisseur Carl Colpaert mit Mamoru Oshii.
Mit Ghost in the Shell 2: Innocence war der japanische Filmemacher 2004 im Wettbewerb der Filmfestspiele von Cannes vertreten. 2008 erhielt er für The Sky Crawlers eine Einladung in den Wettbewerb der 65. Filmfestspiele von Venedig. Nach einer Schaffenspause 2010, ist er seit 2014 hauptsächlich für Realfilme tätig.

## Filmografie (Auswahl)
- 1983: Dallos
- 1983: Urusei Yatsura: Only You
- 1984: Urusei Yatsura 2: Beautiful Dreamer
- 1985: Angel’s Egg
- 1986: The Red Spectacles (Akai megane)
- 1989: Patlabor 1
- 1990: Maroko
- 1991: Stray Dog: Panzer Kerberos Cops (Keruberosu: Jigoku no banken)
- 1992: Talking Head
- 1993: Patlabor 2 – The Movie
- 1995: Ghost in the Shell
- 1999: Jin-Roh (Autor)
- 2001: Avalon – Spiel um dein Leben
- 2003: killers
- 2004: Ghost in the Shell 2: Innocence
- 2005: Mezame no Hakobune
- 2006: Tachiguishi Retsuden
- 2007: Shin Onna Tachiguishi Retsuden
- 2008: Ghost in the Shell 2.0
- 2008: The Sky Crawlers
- 2009: Assault Girls
- 2010: 28 1/2 Mōsō no Kyojin
- 2010: Je t’aime (Kurzfilm)
- 2014: The Next Generation -Patlabor-
- 2014: Garm Wars: The Last Druid
- 2014: Tōkyō Mukokuseki Shōjo